# Internazionali di Tennis di Baviera 2024 - Qualificazioni singolare
Le qualificazioni del singolare degli Internazionali di Tennis di Baviera 2024 sono state un torneo di tennis preliminare per accedere alla fase finale. I vincitori dell'ultimo turno sono entrati di diritto nel tabellone principale. In caso di ritiro di uno o più giocatori aventi diritto a questi sono subentrati gli alternate, coloro che vengono ammessi al tabellone principale a causa dell'assenza di un lucky loser che possa sostituire il giocatore ritirato.

## Teste di serie
1. Andrea Pellegrino (ultimo turno)
2. Rudolf Molleker (ritirato)
3. Jan Choinski (ultimo turno)
4. Nerman Fatić (ultimo turno)

1. Francesco Passaro (qualificato)
2. Ivan Gachov (qualificato)
3. Marc-Andrea Hüsler (qualificato)
4. Alejandro Moro Cañas (qualificato)

## Qualificati
1. Francesco Passaro
2. Ivan Gachov

1. Marc-Andrea Hüsler
2. Alejandro Moro Cañas

## Tabellone

### Legenda
| - Q = Qualificato - WC = Wild card - LL = Lucky loser | - ALT = Alternate - SE = Special Exempt - PR = Protected Ranking | - w/o = Walkover - r = Ritirato - d = Squalificato |

### Sezione 1
|  | Primo turno | Primo turno       | Primo turno       | Primo turno | Primo turno |  |  | Ultimo turno | Ultimo turno      | Ultimo turno      | Ultimo turno | Ultimo turno |  |
|  |             |                   |                   |             |             |  |  |              |                   |                   |              |              |  |
|  | 1           | Andrea Pellegrino | Andrea Pellegrino | 7           | 6           |  |  |              |                   |                   |              |              |  |
|  |             | Michael Geerts    | Michael Geerts    | 64          | 4           |  |  | 1            | Andrea Pellegrino | Andrea Pellegrino | 3            | 4            |  |
|  | WC          | Yannik Kelm       | Yannik Kelm       | 3           | 2           |  |  | 5            | Francesco Passaro | Francesco Passaro | 6            | 6            |  |
|  | 5           | Francesco Passaro | Francesco Passaro | 6           | 6           |  |  |              |                   |                   |              |              |  |

### Sezione 2
|  | Primo turno | Primo turno    | Primo turno    | Primo turno | Primo turno |  |  | Ultimo turno | Ultimo turno | Ultimo turno | Ultimo turno | Ultimo turno |  |
|  |             |                |                |             |             |  |  |              |              |              |              |              |  |
|  | Alt         | Hazem Naw      | Hazem Naw      | 1           | 1           |  |  |              |              |              |              |              |  |
|  |             | Henri Squire   | Henri Squire   | 6           | 6           |  |  |              | Henri Squire | Henri Squire | 3            | 4            |  |
|  |             | Alexander Weis | Alexander Weis | 64          | 1           |  |  | 6            | Ivan Gachov  | Ivan Gachov  | 6            | 6            |  |
|  | 6           | Ivan Gachov    | Ivan Gachov    | 7           | 6           |  |  |              |              |              |              |              |  |

### Sezione 3
|  | Primo turno | Primo turno          | Primo turno          | Primo turno | Primo turno |  |  | Ultimo turno | Ultimo turno       | Ultimo turno | Ultimo turno | Ultimo turno |  |
|  |             |                      |                      |             |             |  |  |              |                    |              |              |              |  |
|  | 3           | Jan Choinski         | Jan Choinski         | 6           | 6           |  |  |              |                    |              |              |              |  |
|  | WC          | Henri Haupt          | Henri Haupt          | 1           | 1           |  |  | 3            | Jan Choinski       | 67           | 7            | 3            |  |
|  |             | Alessandro Giannessi | Alessandro Giannessi | 3           | 0           |  |  | 7            | Marc-Andrea Hüsler | 7            | 64           | 6            |  |
|  | 7           | Marc-Andrea Hüsler   | Marc-Andrea Hüsler   | 6           | 6           |  |  |              |                    |              |              |              |  |

### Sezione 4
|  | Primo turno | Primo turno          | Primo turno     | Primo turno | Primo turno |  |  | Ultimo turno | Ultimo turno         | Ultimo turno         | Ultimo turno | Ultimo turno |  |
|  |             |                      |                 |             |             |  |  |              |                      |                      |              |              |  |
|  | 4           | Nerman Fatić         | Nerman Fatić    | 6           | 6           |  |  |              |                      |                      |              |              |  |
|  |             | Edoardo Lavagno      | Edoardo Lavagno | 4           | 2           |  |  | 4            | Nerman Fatić         | Nerman Fatić         | 4            | 2            |  |
|  | Alt         | Daniel Masur         | 7               | 4           | 1           |  |  | 8            | Alejandro Moro Cañas | Alejandro Moro Cañas | 6            | 6            |  |
|  | 8           | Alejandro Moro Cañas | 65              | 6           | 6           |  |  |              |                      |                      |              |              |  |